# ハートフォード大学
ハートフォード大学（University of Hartford）は、アメリカ合衆国コネチカット州ウェストハートフォードにある私立の総合大学。

## 概要
1957年に総合大学として発足。
ウェストハートフォードに所在し、学部生は5,150人、院生以上は1,564人が所属する。
また、学生は全米48州、世界63カ国以上の国々から集まっている。

## キャンパス
芝生のメインキャンパス、駐車場、学部ごとの建物や図書館、体育施設、学生寮（主に学部生用）、カフェテリアなどが配置されている。

## 著名な出身者
- ジェフ・バグウェル - 元MLB選手、アメリカ野球殿堂選出。
- 岩崎淑 - ピアニスト